# Melissa Sue Anderson
Melissa Sue Anderson (Berkeley, Califòrnia, 26 de setembre de 1962) és una actriu nacionalitzada canadenca des del 2007 d'origen estatunidenc. Començà la seva carrera com a actriu infantil. És coneguda mundialment pel seu paper de Mary Ingalls a la sèrie de drama de la NBC Little House on the Prairie, una producció de Michael Landon. Després de finalitzar la sèrie, va fer altres papers importants tant en teatre com en televisió. Va guanyar el premi Emmy el 1979.

## Carrera artística

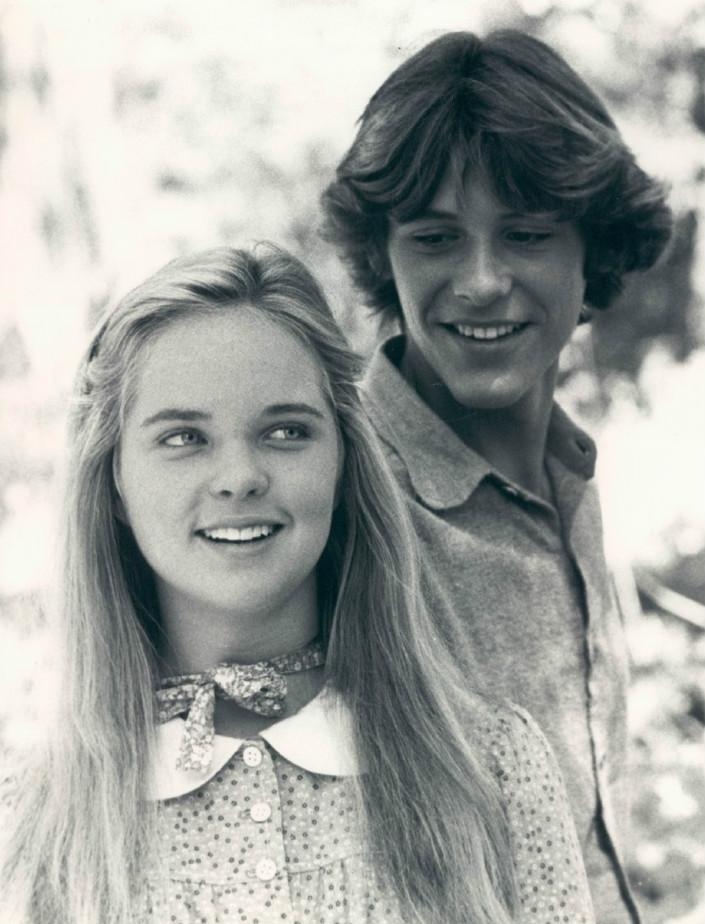
Melissa Sue Anderson amb Radames Pera a Little House on the Prairie, 1976

### Actriu
La seva carrera artística va començar quan un professor de ball va instar als seus pares a apuntar-la com a actriu. Ella va començar a fer anuncis comercials de televisió, i aviat va ser demanada per fer papers de la televisió, gràcies al seu talent. La seva primera sèrie va ser en un episodi l'any 1972 de la sèrie Bewitched titulat " Primer dia Tabitha de l'Escola".
A l'edat d'onze anys, Melissa va obtenir el paper de Mary Ingalls a la sèrie NBC Little House on the Prairie, en que interpretava la germana gran de Laura Ingalls (Melissa Gilbert), i la primera filla de Charles Ingalls (Michael Landon) i Caroline Hollbruck (Karen Grassle). Va actuar amb aquest paper a la sèrie des del 1974 (inici) el 1981, durant 8 temporades.
Després de deixar la sèrie que la va fer famosa, va actuar en diferents pel·lícules i sèries.

### Escriptora

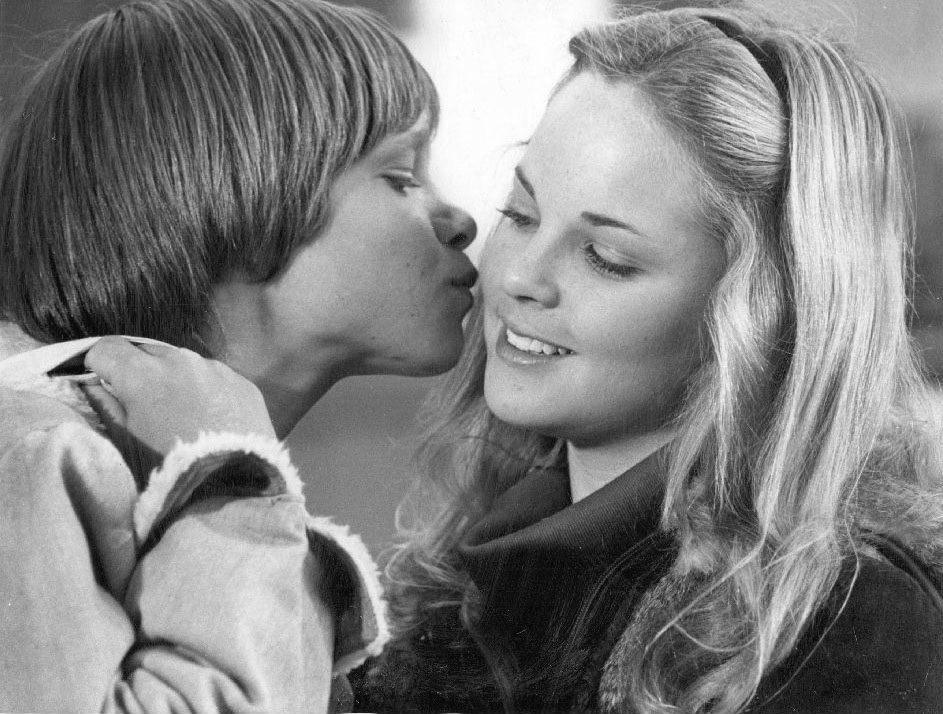
Anderson amb Lance Kerwin el 1977 a la pel·lícula James at 15

El 2010, Melissa va llançar la seva autobiografia titulada The Way I See It - A Look Back at My Life on Little House (literalment ''Veig el camí- Una mirada enrere en la meva vida a la petita casa''. El llibre principalment es basa en la seva vida durant els seus anys que interpretava Mary Ingalls, amb tot d'anècdotes i històries molt interessants. També parla sobre els seus petits papers abans de Little House on the Prairie i després.

## Vida personal
Melissa Sue Anderson va néixer a Berkeley, Califòrnia. Els seus pares es van separar diverses vegades, cosa que li va afectar una mica.
Casada el 1990 amb Michael Sloan, Melissa té dos fills, la Piper (nascuda el febrer del 199) i en Griffin (nascut el juny del 1996). Viu a Mont-real, Quebec, Canadà des del 2002. Ella i el seu marit es van naturalitzar canadencs el 2007.

## Filmografia
| Any  | Títol                                                   | Paper               | Notes                |
| ---- | ------------------------------------------------------- | ------------------- | -------------------- |
| 1981 | Aniversari mortal (Happy Birthday to Me)                | Virginia Wainwright |                      |
| 1984 | Goma-2                                                  | Kukki               | No surts als crèdits |
| 1984 | Chattanooga Choo Choo                                   | Jennie              |                      |
| 1988 | The Suicide Club                                        | Laura Donovan a TV  |                      |
| 1988 | Far North                                               | Infermera jove      |                      |
| 1989 | Looking Your Best                                       |                     |                      |
| 1990 | Dead Men Don't Die                                      | Dulcie Niles        |                      |
| 1991 | Manuel                                                  |                     |                      |
| 1994 | Animated Stories from the Bible: Music Video – Volume 1 | Snake (veu)         | Vídeo                |
| 1995 | Killer Lady                                             | Dona estatunidenca  |                      |
| 2006 | Crazy Eights                                            | Pacient d'hospital  | No surt als crèdits  |
| 2010 | Marker 187                                              |                     | Curtmetratge         |

## Premis i nominacions
Nominacions
- 1978: Primetime Emmy a la millor actriu en sèrie dramàtica per Little House on the Prairie